# Cancellara
Cancellara község (comune) Olaszország Basilicata régiójában, Potenza megyében.

## Fekvése
A megye északi részén fekszik. Határai: Oppido Lucano, Vaglio Basilicata, Acerenza, Pietragalla és Tolve.

## Története
Első említése 1189-ből származik, habár a régészeti leletek tanúsága szerint már az i.e. 10-7. században lakott vidék volt. 1694-ben egy földrengés teljesen elpusztította és csak az 1800-as évek elején népesült ismét be. 

## Népessége
A népesség számának alakulása:

## Főbb látnivalói
- Santa Maria del Carmine-templom (1520)
- Santa Caterina d’Alessandria-templom
- Santissima Annunziata-templom (1604)
- San Rocco-templom (15. század)